# Svizzera ai Giochi della V Olimpiade
La Svizzera partecipò alle V Olimpiadi moderne, svoltesi nel 1912 ad Stoccolma. La delegazione elvetica si presentò con un solo atleta, Julius Wagner nel pentahtlon, dove si classificò 20º.